# Z 8800
 (septembre 2016).
Si vous disposez d'ouvrages ou d'articles de référence ou si vous connaissez des sites web de qualité traitant du thème abordé ici, merci de compléter l'article en donnant les références utiles à sa vérifiabilité et en les liant à la section « Notes et références ».
,,
Les Z 8800 sont des rames automotrices de la SNCF, à deux niveaux, bicourant (1 500 volts continu et 25 000 V monophasé), circulant sur les réseaux RER et Transilien. Ces rames constituent la seconde génération de Z 2N, après les Z 5600, et avant les Z 20500 et les Z 20900.

## Description
Alors que les Z 5600 étaient à courant continu 1,5 kV seulement, la SNCF a commandé une deuxième série de rames bicourant 1,5 kV continu / 25 kV monophasé pour l'extension du RER C vers Argenteuil et Montigny-Beauchamp connue sous le nom de liaison Vallée de Montmorency – Invalides (VMI). L'utilisation du courant monophasé a impliqué l'ajout d'un transformateur dans chaque motrice à proximité de l'intercirculation, se traduisant par une réduction de l'espace accessible aux voyageurs, d'où la disparition de deux fenêtres à cet endroit sur le flanc gauche par rapport aux Z 5600. Il s'agit de la seule différence visible du voyageur entre les deux matériels.

## Services assurés
Les Z 8800 ont toutes été affectées au dépôt des Ardoines pour assurer le service de la ligne C du RER parisien à partir de 1985. Prévues en particulier pour la VMI, certaines d'entre elles ont cependant commencé leur carrière, sur la ligne D du RER, entre 1987 et 1988 sur le tronçon Châtelet - Villiers-le-Bel. À compter de l'ouverture de la VMI en 1988, elles desserviront en fait toutes les branches du RER C, à l'exception du service circulaire Versailles-Chantiers / Versailles-Rive-Gauche.
Depuis 1996, l'ouverture de la liaison La Défense – La Verrière leur donne l'occasion, avec les Z 20500, de se rendre sur le réseau Transilien Paris Saint-Lazare. Enfin, en raison de la rénovation des VB 2N depuis 2003, certains trains de banlieue à destination de Dreux, Plaisir - Grignon et Mantes-la-Jolie sont assurés par des Z 8800. Certaines défaillances des Z 5300 conduisent à engager des Z 8800 pour effectuer des relations Paris-Montparnasse - Rambouillet.
Les Z 8800 étaient également susceptibles d'être engagées sur le réseau Saint-Lazare à la place des Z 20500, avant l'arrivée des Z 50000, pour assurer des missions MALA vers Mantes-la-Jolie ou des missions NOPE vers Nanterre-Université. Plus rarement, elles pouvaient aussi se trouver sur le réseau Transilien Paris-Est en assurant des missions vers Château-Thierry.
Les rames Z 8800 sont en majorité affectées au dépôt des Ardoines sur la ligne C du RER mais peuvent être vues sur tous les réseaux Transilien d'Île-de-France à l'exception des banlieues Nord et Sud-Est. Depuis l'ouverture de l'atelier de Trappes en 2006, dix-huit rames y sont affectées.
En 2016, les Z 8800 peuvent assurer n'importe quelle mission du RER C, la totalité des missions de la ligne U (La Défense - La Verrière) et quelques missions de la ligne N (Paris-Montparnasse - Sèvres-Rive-Gauche en pool avec des rames VB2N, en heure de pointe et Paris-Montparnasse - Rambouillet en soirée). En 2023, les Z 8800 circulent uniquement sur le RER C ainsi que sur la ligne U, à la suite de l'équipement intégral en Regio 2N de la ligne N. Depuis décembre 2023, certains trains de la Ligne V du Transilien sont assurés en Z 8800.
| (RER) · (C)                        | - Pontoise ↔ Montigny - Beauchamp ↔ Pont de Rungis ↔ Massy - Palaiseau - Saint-Quentin-en-Yvelines ↔ Invalides ↔ Saint-Martin-d'Étampes/Dourdan - La Forêt - Versailles-Château-Rive-Gauche ↔ Juvisy |
| Transilien · Ligne U du Transilien | - La Défense ↔ La Verrière |
| Transilien · Ligne V du Transilien | - Versailles-Chantiers ↔ Massy - Palaiseau |

## Parc
Le parc de 57 rames est géré par deux supervisions techniques de flotte (STF) :
| Ligne                                            | STF (code)         | Composition | Exemplaires |
| ------------------------------------------------ | ------------------ | ----------- | ----------- |
| (RER) · (C) · Transilien · Ligne V du Transilien | STF Lignes C (SLC) | 4 caisses   | 35          |
| Transilien · Ligne U du Transilien               | STF Ligne U (SNU)  | 4 caisses   | 22          |

La Z 8895 était un prototype de modèle bicourant à moteurs asynchrones alimentés par onduleurs de courant à thyristors (1 400 kW, avril 1985, remis au type en juin 1988).

## Rénovation

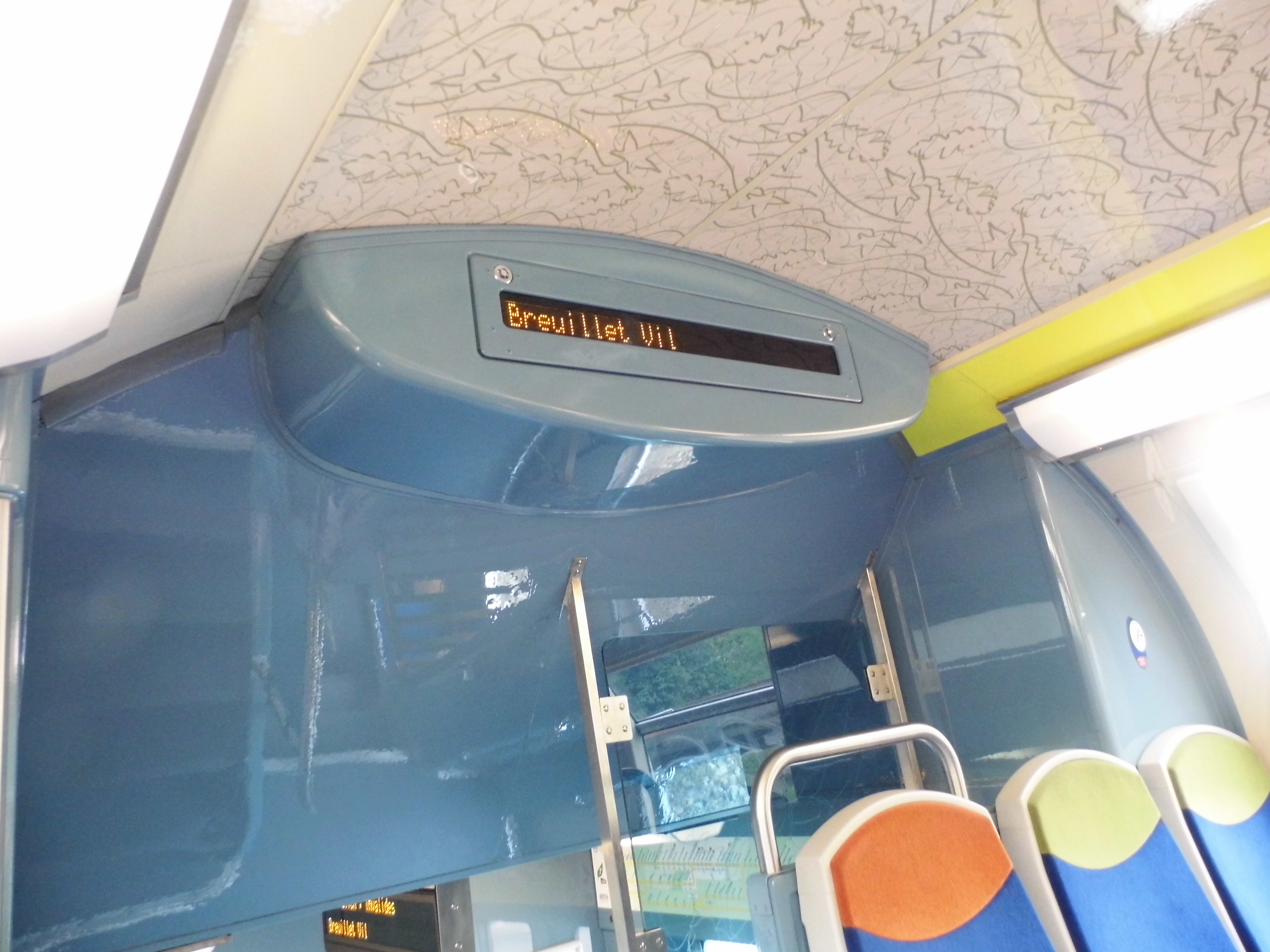
Dispositif du système SIVE en fonctionnement dans une rame de la ligne C du RER.

Depuis septembre 2010, les Z 8800 sont progressivement rénovées aux ateliers de Nevers : mise en place d'équipements intérieurs, tels que les sièges anti-lacérations avec des repose-pieds incorporés, similaires aux VB 2N Transilien, le système d'information voyageurs embarqué, la vidéosurveillance et dotation d'une livrée quasi identique à celle des dernières Z 20900.
La rénovation consiste aussi en la suppression des strapontins, des cloisons intérieures de la voiture Zrab de la rame, qui sépare les anciennes zones première classe/seconde classe. La suppression de l'agencement des sièges de type première classe (2+2) vers (3+2), comme dans les autres voitures, permet d'augmenter légèrement la capacité des rames.
Contrairement aux précédentes rénovations (RIO, VB 2N), les Z 8800 ne recevront pas de climatisation. La faible amélioration apportée a d'ailleurs provoqué la colère d'associations d'usagers.
La première rame rénovée (15 B) circule depuis l'automne 2010 et la dernière (07 B) circule depuis la mi-septembre 2013.
Les rames du RER C (à l’exception de la rame 20 B rénovée en livrée Transilien) recevront la livrée Carmillon et des couleurs intérieures différentes des rames en livrée Transilien. La première à la recevoir est la 45 B et la dernière est la 56 B, revenue en mars 2017.
Depuis le début de l'année 2017, les rames Z 8800 en livrée Transilien n'ayant pas été dotées des équipements du système d’information voyageurs embarqué ni de la vidéosurveillance partent aux ateliers de Nevers pour les recevoir. Au 11 février 2018, ont reçu ces équipements les rames 10 B, 06 B, 02 B, 16 B, 15 B et 08 B.

## Galerie de photographies

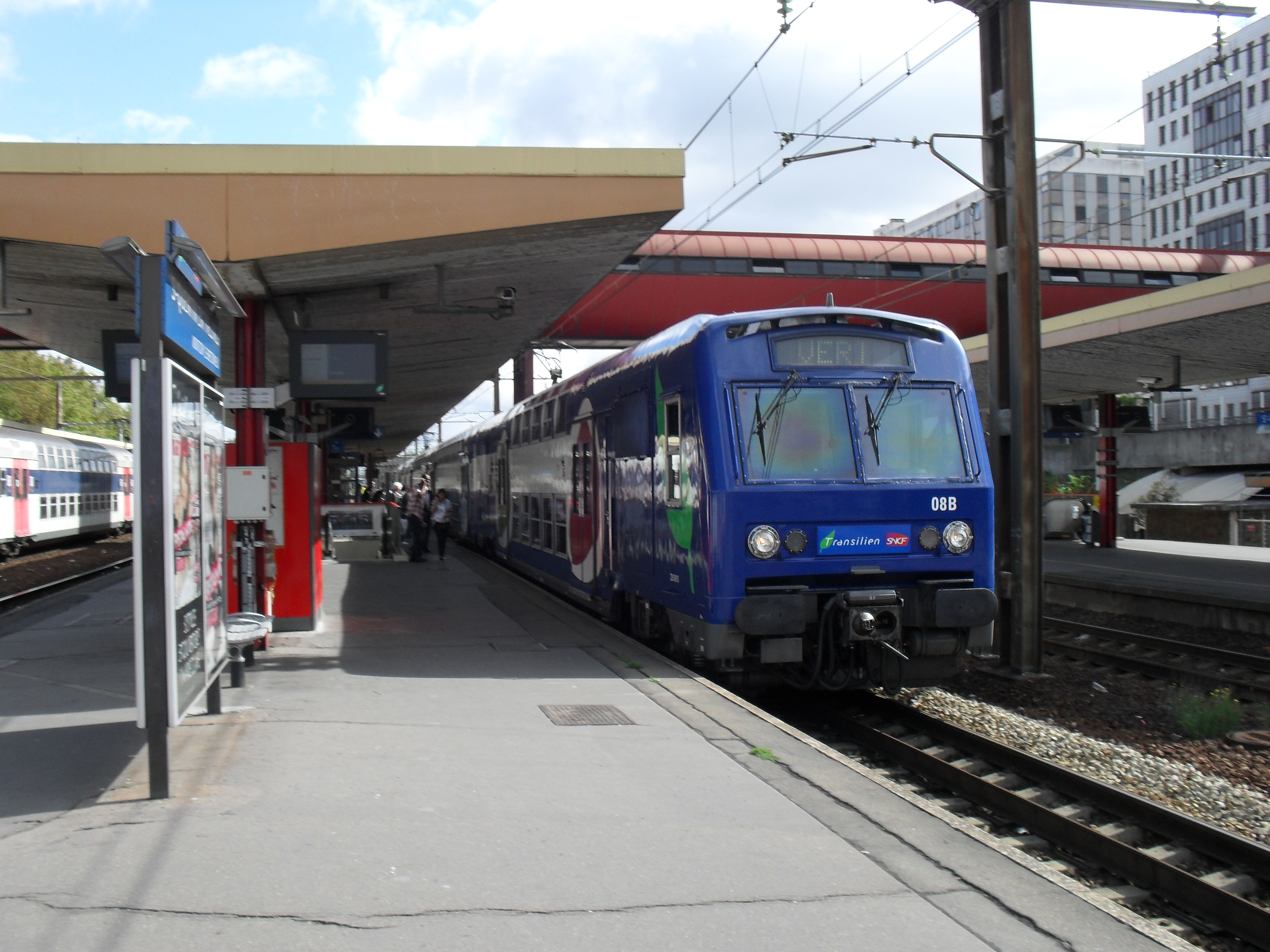
Rame Z 8800 en provenance de La Défense arrivant en gare de Saint-Quentin-en-Yvelines.
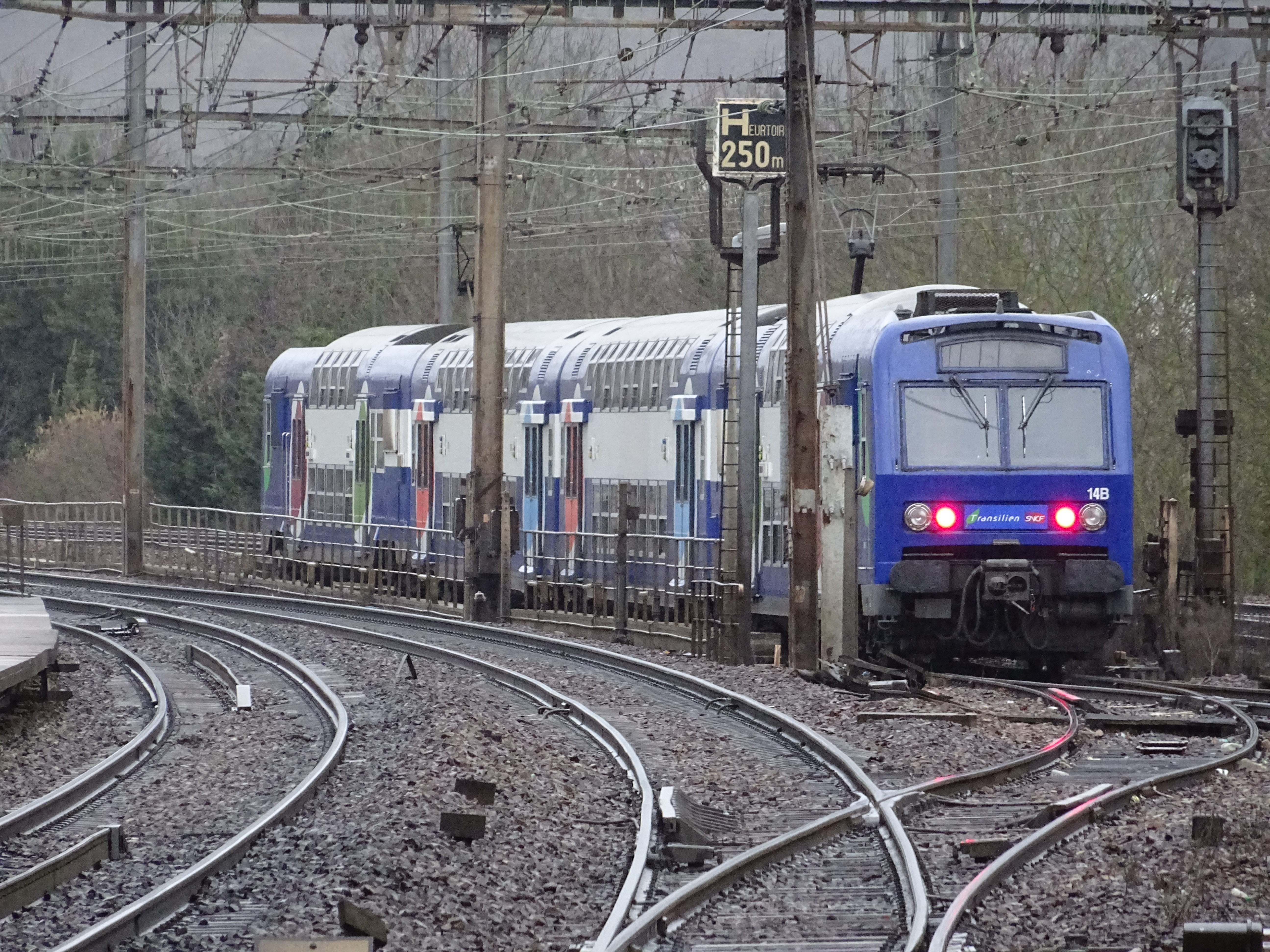
Un Z 8800 à Sèvres - Ville-d'Avray
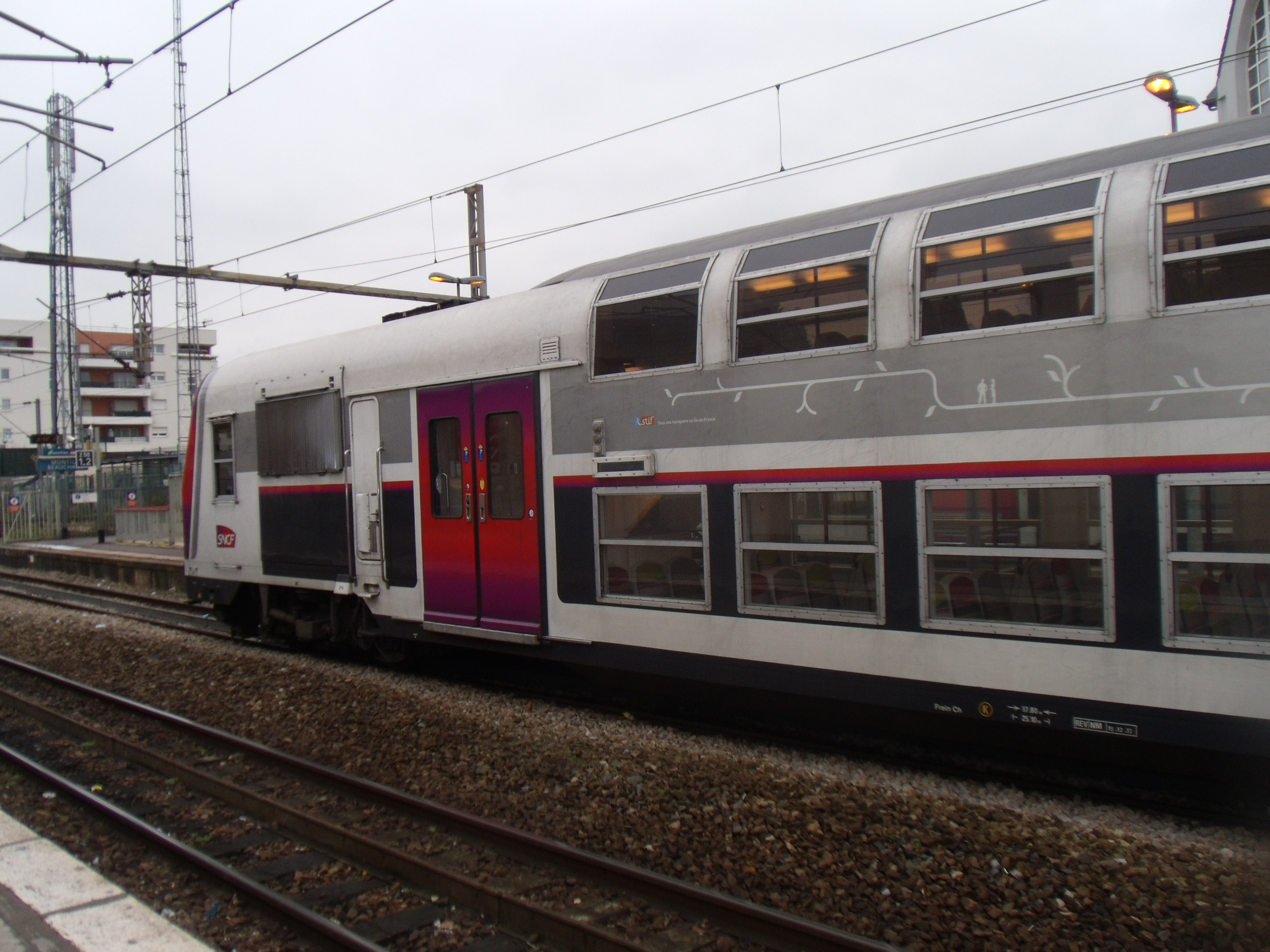
Rame rénovée en gare de Montigny - Beauchamp.
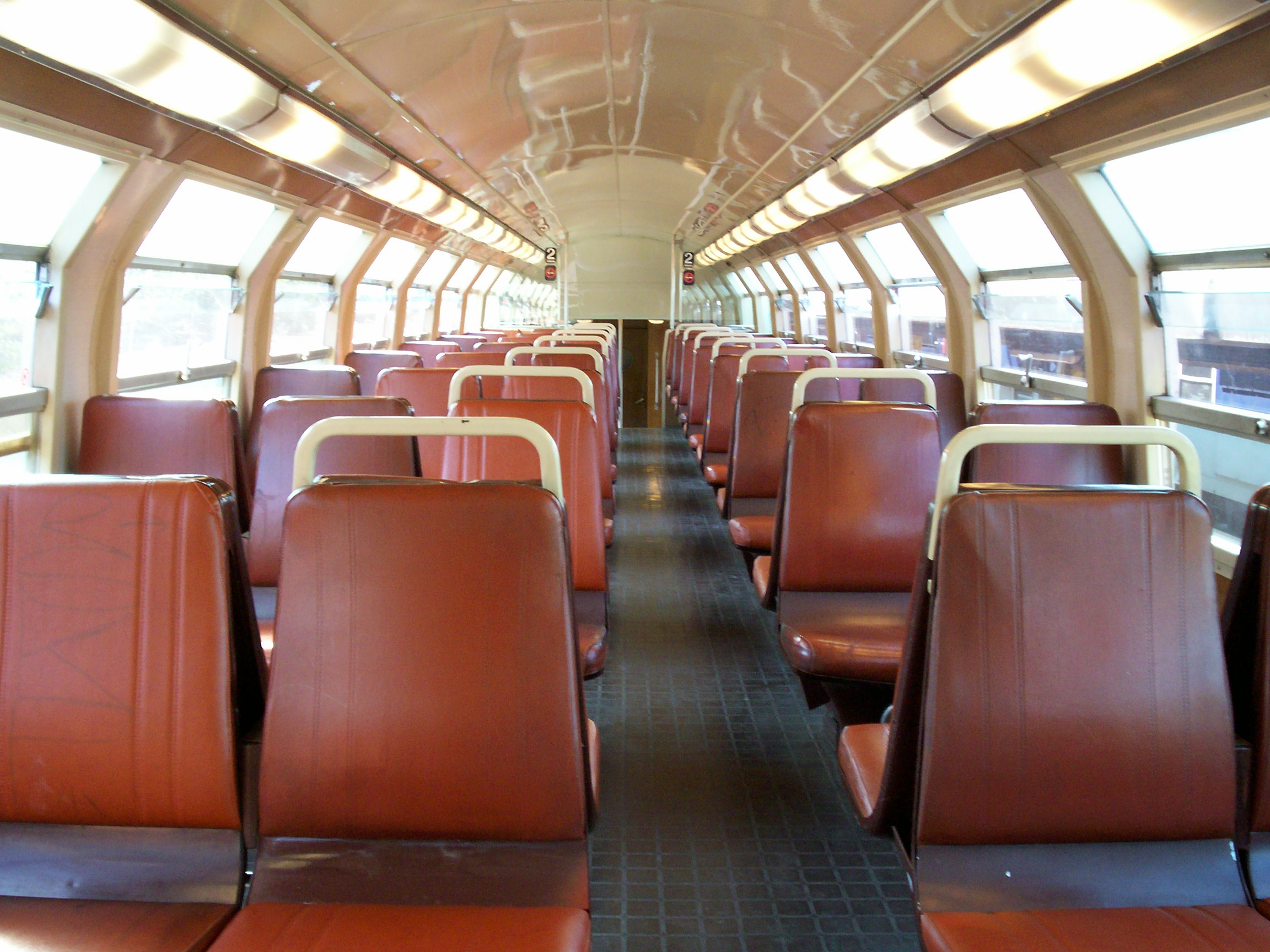
Intérieur d'une remorque non rénovée.
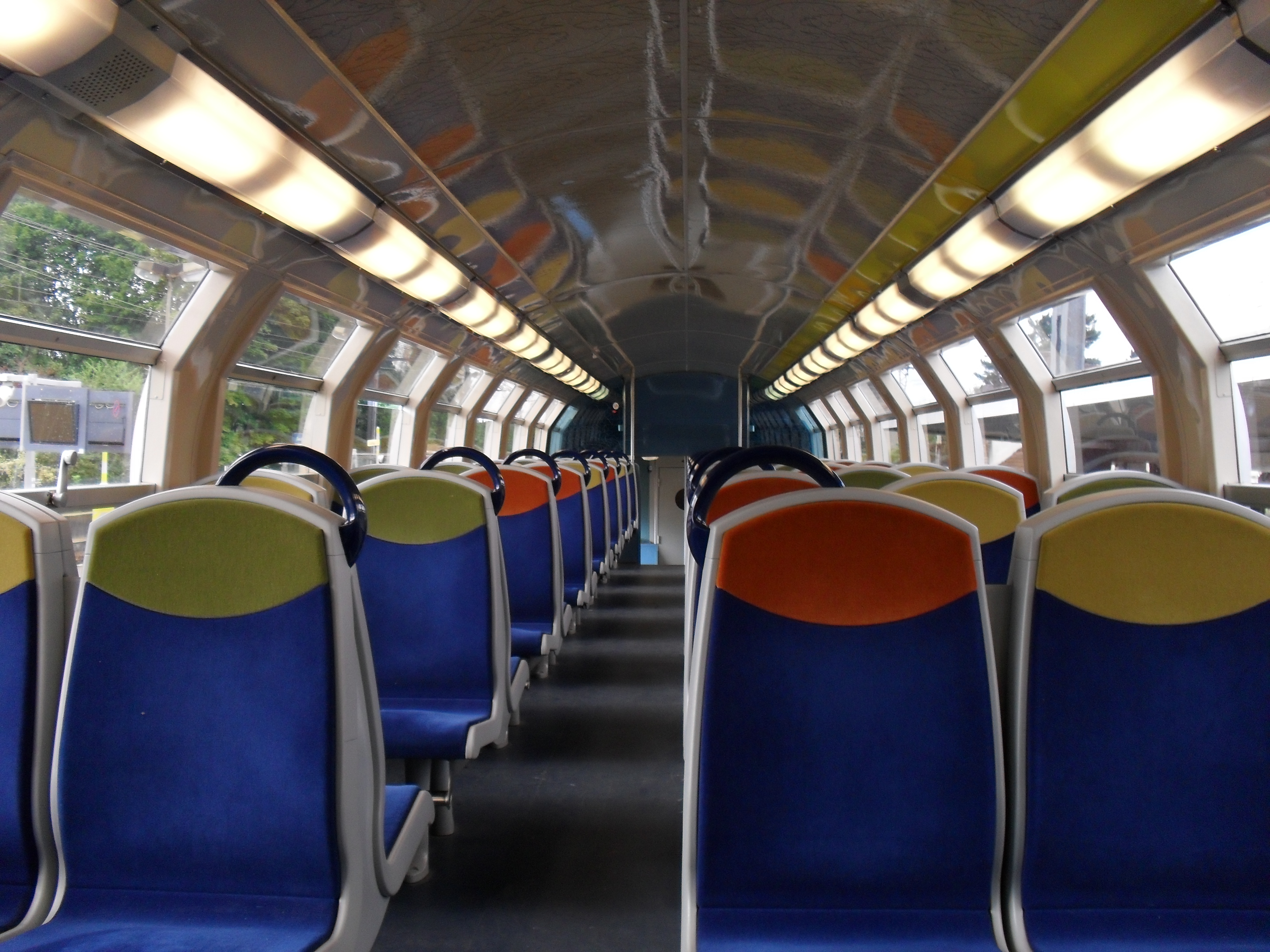
Intérieur d'une remorque rénovée.
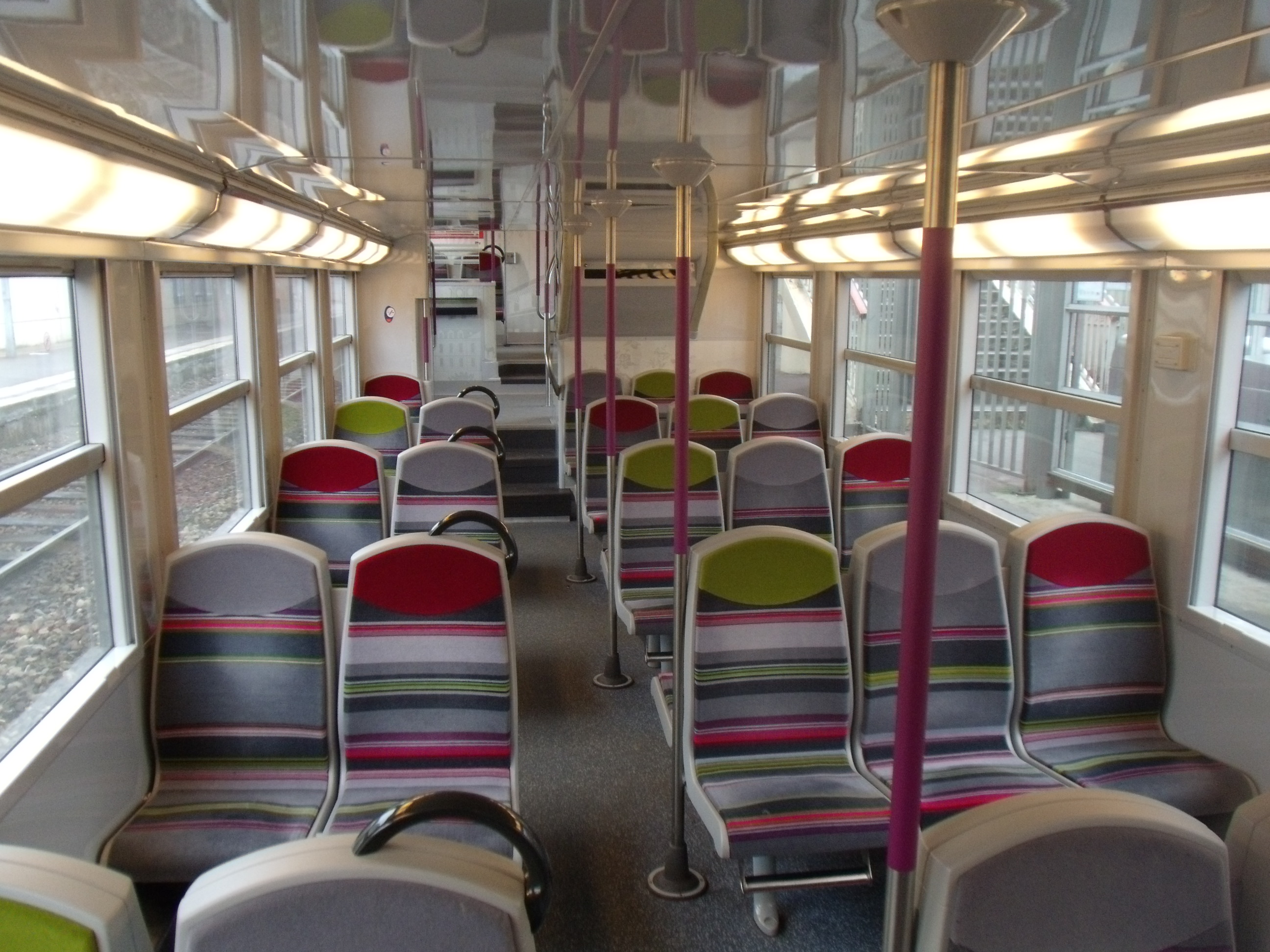
Intérieur d'une motrice Carmillon rénovée.

## Succession
L'arrivée du RER NG sur la ligne D à partir de 2025, va permettre le remplacement indirect des Z 5600 et Z 8800 des lignes C et U via le transfert de Z 20500 raccourcies à 4 voitures.[réf. nécessaire]
Avec le projet du Z2N NG, les Z 8800 seraient également remplacées.